# The Gilded Palace of Sin
The Gilded Palace of Sin (El Palacio dorado del pecado en español) es el álbum debut de la banda de country rock estadounidense The Flying Burrito Brothers. Significó la consolidación de la cooperación entre Gram Parsons y Chris Hillman en el mundo del country. Fue lanzado en febrero de 1969 y se convirtió en uno de los álbumes más influyentes de la historia de la música.
En el 2020 el álbum fue posicionado en el puesto 462 de la lista de los 500 mejores álbumes de todos los tiempos por la revista Rolling Stone.

## Contexto
Gram Parson había pasado por 2 bandas (International Submarine Band y The Byrds) antes de fundar The Flying Burrito Brothers con su excompañero de The Byrds Chris Hillman, a finales de 1968.
En International Submarine Band, Parsons dio rienda suelta a su gusto por el cantautor Merle Haggard, a quien escuchaba en la Universidad de Harvard, cuando estudiaba teología. La banda se separó en 1968, luego de un disco.
En The Byrds, Parsons influyó fuertemente en el sonido del álbum Sweetheart of the Rodeo, llevando a la banda a grabar el álbum en Nashville, y no en Los Ángeles donde estaba previsto. Hillman y Parsons abandonaron The Byrds antes de que la banda iniciara su gira por Sudáfrica. Luego se residenciaron en Londres, donde compartieron con Keith Richards y finalmente se instalaron en Los Ángeles para fundar The Flying Burrito Brothers.

## Grabación
Con la alineación completa, los Flying Burrito empezaron a grabar su primer álbum en una casa de San Fernando, California, que luego se conoció como Burrito Manor, donde se escribió también el material del disco. Los temas se acreditaron a Parsons y a Hillman.
La banda carecía de un baterista fijo, pues el puesto era compartido por John Corneal y Popeye Phillips.
El sonido del álbum fue llamado por el propio Parsons como «cosmic american music», fusión entre folk, góspel, rock, country y soul.

## Legado
The Gilded Palace of Sin es considerado como el primer álbum de la fusión country rock en la historia. Bob Dylan afirma haber "quedado inconsciente" luego de haberlo oído y Elvis Costello lo incluyó en una lista personal de 500 discos esenciales para amantes de la música., llamada 500 Albums You Need.
Emmylou Harris, Ryan Adams y Lucinda Williams citan al álbum, y en especial a Gram Parsons como importante influencia en sus carreras.
Fue incluido en la lista de los 500 mejores álbumes de todos los tiempos, de la revista Rolling Stone, ocupando el puesto 192 en la reedición de 2012. En el 2020 sufrió una estrepitosa caída en el listado, quedando en el puesto 462.

## Lista de canciones

### Cara A
1. "Christine's Tune" (Parsons, Hillman) – 3:04
2. "Sin City" (Hillman, Parsons) – 4:11
3. "Do Right Woman" (Chips Moman, Dan Penn) – 3:56
4. "Dark End of the Street" (Chips Moman, Penn) – 3:58
5. "My Uncle" (Parsons, Hillman) – 2:37

### Cara B
1. "Wheels" (Hillman, Parsons) – 3:04
2. "Juanita" (Hillman, Parsons) – 2:31
3. "Hot Burrito #1" (Ethridge, Parsons) – 3:40
4. "Hot Burrito #2" (Ethridge, Parsons) – 3:19
5. "Do You Know How It Feels" (Parsons, Barry Goldberg) – 2:09
6. "Hippie Boy" (Hillman, Parsons) – 4:55

## Personal
The Flying Burrito Brothers
- Gram Parsons - voz principal y armónica, guitarra acústica, piano, órgano
- Chris Hillman - guitarra eléctrica y acústica, armonía, voz principal y coros, mandolina
- "Sneaky" Pete Kleinow (escrito "Sneeky" en la contraportada) - pedal steel guitar
- Chris Ethridge - bajo, coros, piano

Músicos de sesión
- Jon Corneal - batería (pistas 1, 3, 4, 5, 7)
- Thomas "Popeye" Phillips - batería (pistas 8, 9, 11)
- Eddie Hoh - batería (pistas 2, 10)
- Sam Goldstein - batería (pista 6)
- David Crosby - coros (pista 3)
- Hot Burrito Chorus - coros (pista 11)

Técnico
- Los hermanos Flying Burrito, Larry Marks, Henry Lewy - producción
- Henry Lewy - ingeniero
- Tom Wilkes - dirección de arte
- Barry Feinstein - fotografía de portada